# Pyrois cinnamomea
Pyrois cinnamomea är en fjärilsart som beskrevs av Johann August Ephraim Goeze 1781. Pyrois cinnamomea ingår i släktet Pyrois och familjen nattflyn. Inga underarter finns listade.